# Rudolph Eduard Christmann
Rudolph Eduard Christmann (* 16. Februar 1814 in Dürkheim; † 20. Oktober 1867 in München) war ein deutscher Weingutsbesitzer und Politiker.

## Leben
Christmann studierte von 1832 bis 1836 Rechtswissenschaften an der Universität Würzburg sowie der Universität Heidelberg und übernahm anschließend das elterliche Weingut in Dürkheim.
1843 wurde er in die Abgeordnetenkammer der Bayerischen Ständeversammlung gewählt, wo er zur späteren Linken zählte. Im Rahmen der Märzrevolution 1848 nahm er an der Heidelberger Versammlung der 51 sowie am Vorparlament teil.
Vom 19. Mai 1848 bis zum Ende des Rumpfparlaments am 18. Juni 1849 vertrat Christmann den 8. pfälzischen Wahlkreis (Neustadt an der Weinstraße) in der Frankfurter Nationalversammlung. Dort zählte er zur radikalen Fraktion Deutscher Hof.  Nach der Niederschlagung der Revolution floh Christmann kurzzeitig ins Elsass. 1863 wurde er erneut in die Abgeordnetenkammer der Bayerischen Ständeversammlung gewählt, wo er wiederum der Linken angehörte. Er starb 1867 während einer Parlamentssitzung.